# Praia da Bandeira
Praia da Bandeira és un barri de la Zona Nord del municipi de Rio de Janeiro. És un dels catorze barris que constitueixen l'Illa del Governador, sent un gran bloc en l'àrea cèntrica de la cala est de l'illa limitada al nord i oest per Cocotá, al sud per Pitangueiras, ambdós també amb sortida a l'est per a la badia de Guanabara; és també limitada a sud-oest pel barri de Cacuia. El seu índex de qualitat de vida l'any 2000, era de 0,858, el 46 millor del municipi del Rio, sent considerat regular. Praia da Bandeira queda en l'extremitat est de l'Illa del Governador i és el punt més mogut de la vida nocturna del barri i seu dels immobles més valorats. Al llarg de la platja hi ha una bella vista de la badia de Guanabara a més de quioscos i restaurants, sent un freqüentat punt de trobada.

## Història
Antiga localitat de Tapera sorgida a mitjans de 1890, per carrers entre platja i morro, que el 1920, el nom actual es va donar als anys vint, quan l'esposa del capità Barbosa, un militar de l’època, va ordenar la construcció d’un petit fort amb un pal per commemorar el Dia de la Bandera a l'escola local on ella era la directora. Originat en la venda de terrenys a Praia da Bandeira, el barri va sorgir de la urbanització llançada el 1931 per la Cia. Territorial da Ilha do Governador. Va ser un barri ben valorat fins als anys 60 d'on daten les seves construccions més recents; El 1981 es va separar com un barri propi de la resta de l'illa, convertint-se en el barri més petit de la ciutat després de Zumbi i Saúde.